# Franc Miklošič
Franc vitez pl. Miklošič [fránc míklošič] (nemško Franz Ritter von Miklosich), slovenski filolog, jezikoslovec in slavist, * 20. november 1813, Radomerščak pri Ljutomeru, Štajerska, Avstrijsko cesarstvo (današnja Slovenija), † 7. marec 1891, Dunaj, Avstro-Ogrska (danes Avstrija).
Miklošič velja za največjega slovenskega slavista vseh časov.

## Življenje
Rodil se je kot otrok vinogradnika Jurja in matere Marije (roj. Zobovič). Po končani osnovni šoli v domačem Ljutomeru in gimnaziji, ki jo je obiskoval v Varaždinu in Mariboru, je leta 1838 doktoriral iz filozofije na graški univerzi. Tam je nekaj časa predaval in študiral pravo, iz katerega je leta 1840 doktoriral še na dunajski univerzi.
Pravo je opustil in se posvetil študiju slovanskih jezikov, ter se leta 1844 zaposlil v dunajski dvorni knjižnici, ter istega leta objavil kritično recenzijo Boppove Primerjalne  gramatike, čemur je sledila vrsta izjemno poglobljenih del, ki so v takratni slovanski filologiji napravila pravo revolucijo.
Po Kopitarjevi smrti je postal tudi cenzor za slovanske, romunske in grške knjige; med drugim je leta 1846 v za tisk pripravljeni zbirki Prešernovih Poezij cenzuriral četrto kitico Zdravljice (Edinost, sreča, sprava ...), ker je preveč poveličevala za avstrijsko cesarstvo nevarno idejo panslavizma.
V času pomladi narodov je postal predsednik dunajskega društva Slovenija in sooblikoval program Zedinjene Slovenije, ki so ga dunajski Slovenci 20. aprila 1848 javno naslovili na svoje rojake, ter narodni poslanec v zgornjem domu avstrijskega državnega zbora. Junija tega leta se je v Pragi kot zastopnik Slovencev udeležil ustanovnega Vseslovanskega kongresa, kjer ga najdemo kot sopodpisnika sklica kongresa.
Leta 1849 je na dunajski univerzi ustanovil katedro za slavistiko; germanistika je bila ustanovljena šele naslednje leto. Postal je profesor Univerze na Dunaju in med leti 1950 in 1965 tri enoletne mandate dekan filozofske fakultete, v letu 1854–1855 tudi rektor dunajske univerze. Za svoje zasluge je leta 1864 prejel dedni viteški naziv (vitez plemeniti). Bil je član avstrijske akademije znanosti in dopisni član francoske Académie des Inscriptions et Belles-Lettres.
Njegova številna dela se ne ukvarjajo le s slovanskimi jeziki, pač pa tudi z romunščino, albanščino, grščino in jezikom Romov. Pisal je tudi slovenska berila za gimnazijce.
Upokojil se je leta 1886, pet let pred svojo smrtjo.

## Izbrana dela
Miklošičev opus obsega okoli 180 znanstvenih publikacij, med njimi:
- Lexicon linguae slovenicae veteris dialecti (prvi staroslovenski slovar), 1850,
- Lexicon Palaeoslovenico-graeco-latinum (staroslovensko-grško-latinski slovar), 1862–65
- Vergleichende Grammatik der slavischen Sprachen (primerjalna slovnica slovanskih jezikov), 4 knjige, 1852–75
- Vergleichende Formenlehre der slavischen Sprachen (primerjalna morfologija slovanskih jezikov), 582 strani, 1856, predvsem iz 3. knjige Vergleichende Grammatik; za to delo je dobil Volneyjevo nagrado
- Monumenta Serbica Spectantia Historiam Serbiae, Bosniae, Ragusii (srbski spomeniki, zgodovinski izsledki o Srbiji, Bosni in Dubrovniku), 1858
- Etymologisches Wörterbuch der slavischen Sprachen (etimološki slovar slovanskih jezikov), 1886
- Über die Mundarten und Wanderungen der Zigeuner Europas (o narečjih in selitvah evropskih Romov), 12 knjig, 1872–80.